# جرج مریت
جرج مریت (انگلیسی: George Merritt؛ ۱۰ دسامبر ۱۸۹۰ – ۲۷ سپتامبر ۱۹۷۷) بازیگر اهل بریتانیا بود.
از فیلم‌ها یا برنامه‌های تلویزیونی که وی در آن نقش داشته‌است، می‌توان به چهره سفید، نه و چهل و پنج دقیقه، رامبرانت، کرکس، موش صحرایی، نبرد بریتانیا، روزی که زمین آتش گرفت، دراکولا، کوارتت، ندای درون، یک داستان کنتربری، جوان و بی‌گناه و کرامول اشاره کرد.